# C統御
c統御（シーとうぎょ、c-command）とは、生成文法における句構造の節点どうしの関係のひとつである。節点Xと別の節点Yがお互い支配関係になく、かつ節点Xを支配する最初の枝分かれ節点が節点Yを支配しているとき、節点Xは節点Yをc統御する、という。親族関係で言えば、兄弟姉妹およびその子孫に対する関係である。構成素統御、cコマンドともいう。

## 定義

図1

句構造を図1のような樹形図で表したとき、枝で結ばれるA〜Hのような点を節点という。
節点Xから節点Yへ枝を下へ向かってたどるだけで移動できる場合、節点Xは節点Yを支配している、という。親族関係で言えば、直系の子孫に対する関係である。たとえば、図1の節点Cは節点D〜Hを支配している。
ある節点のすぐ下にある節点は、直接支配されている、という。たとえば、図1の節点Cが直接支配するのは、節点DとFである。複数の節点を直接支配している節点を、枝分かれ節点という。図1の節点A、C、Fは枝分かれ節点である。
c統御は、次のように定義される。
節点Xが節点Yをc統御するのは、
- XとYが別の節点である
- かつ、XはYを支配せず、YはXを支配しない
- かつ、Xを支配する最初の枝分かれ節点がYを支配しているとき、そしてそのときに限る。

たとえば、図1の節点Bを支配している最初の枝分かれ節点はAである。したがって、Aが支配するB以外の節点C〜HをBはc統御していることになる。
また、図1の節点Eを支配する最初の枝分かれ節点はCである。Cが支配するE以外の節点のうち、EがC統御するのはF〜Hである。節点DはCに支配されているが、Eを支配しているのでc統御の定義には合わない。